# Sankthelenagök
Sankthelenagök (Nannococcyx psix) är en utdöd fågel i familjen gökar inom ordningen gökfåglar som förekom på ön Sankt Helena.

## Beskrivning
Sankthelenagöken är enbart känd från en del av ett humerus insamlat i Prosperous Bay Valley på Sankta Helena, daterat med kol-14-metoden till runt 1640. Att döma av dess storlek kan den ha varit bland de minsta gökarna, möjligen mindre till och med de små 15–18 cm långa afrikanska gökarna i släktet Chrysococcyx som den kopplats till, men är så pass avvikande att den placerats i sitt eget släkte, Nannococcyx. Det har också föreslagits att den hade små vingar, därav liten humerus, likt likaledes utdöda sankthelenahärfågeln.

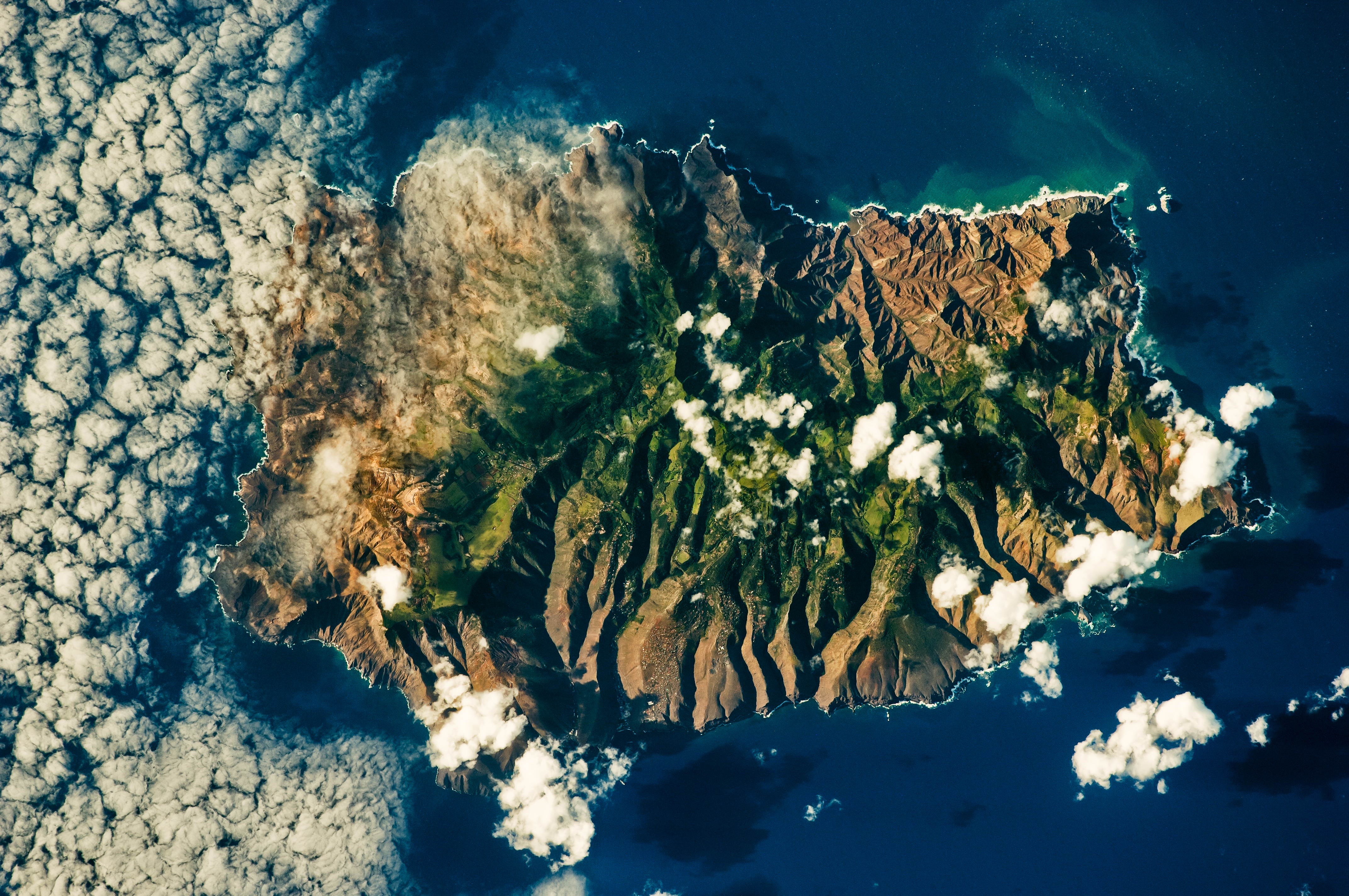
Flygbild över den isolerade ön Sankta Helena där benlämningar av arten hittats.

## Levnadssätt och utdöende
Sankthelenagöken antas ha varit skogslevande och dog troligen ut när ön avskogades på 1700-talet. Möjligen spelade även predation från invasiva djurarter in, som katter, råttor och hundar, men detta har inte dokumenterats. Likt många andra gökar var sankthelenagöken troligen boparasit, men fågelns möjliga bovärdar är okända och ingen passande fågelart finns där idag. Möjligen är även de utdöda.